# Bagratuni
De Bagratuni zijn een oude Armeense adellijke familie die een vooraanstaande rol hebben gespeeld in de Armeense geschiedenis van de vierde tot de elfde eeuw. De Georgische adellijke familie Bagrationi zijn een cadettentak van dit adellijk huis. 
Doordat tsaar Samuel van Bulgarije van moederskant van de Bagratoeni afstamde, en doordat vrouwelijke leden van de Bagratoeni met kruisvaarders zijn getrouwd (via het geslacht van Cilicië), zijn veel West- en Midden-Europese families aan de Bagratoeni te relateren.
Volgens de traditie zouden de Bagratoeni afstammen van de Bijbelse koning David.

## Leden van de Bagratuni
Smbat Iis het oudst bekende lid van de Bagratoeni-familie. Genoemd in de 5e-eeuwse geschiedenis van Armenië van Movses Khorenatsi, in het jaar 314. Naharar (leider van een adellijke familie) en heer van Sper (tegenwoordig İspir). Daarnaast bekleedde hij de functies van aspet (bevelhebber van de cavalerie) en thagadir (hoveling die bij de kroning de kroon op het hoofd van de koning plaatst).
Bagratzoon van Smbat I. Heer van Sper. Naharar, aspet en thagadir. Genoemd in de 5e-eeuwse geschiedenis van Armenië van Movses Khorenatsi, in de jaren 330 en 353. Vermoedelijk is de familie naar hem vernoemd.
Smbat IIZoon van Bagrat. Naharar, thagadir en aspet. Heer van Sper. Genoemd in de 5e-eeuwse geschiedenis van Armenië van Movses Khorenatsi, in de jaren 367 en 374.
Shahak IZoon van Smbat II. Naharar, aspet en thagadir. Laat zijn dochter trouwen met koning Valarchal van Armenië. Genoemd in de 5e-eeuwse geschiedenis van Armenië van Movses Khorenatsi, in de jaren 379 en 387.
Smbat IIIVermoedelijk zoon van Shahak I. Naharar, thagadir en aspet van Armenië, heer van Sper. In 420 wordt hij door koning Sjâhpûhr naar het Perzische hof gezonden om diens belangen in de Perzische erfopvolging (hij is troonpretendent) te behartigen.
Tiroç IVermoedelijk zoon van Smbat III. Naharar, thagadir en aspet van Armenië, heer van Sper. Gesneuveld tijdens de Slag bij Vartanantz (26 mei 451).
Sahak IIVermoedelijk zoon van Tiroç I. Aspet in 451 en Marzpan (Perzische gouverneur). In de nasleep van de Slag bij Vartanantz worden de christenen in Armenië streng vervolgd maar vanaf 460 moeten de Perzen hun troepen uit Armenië terugtrekken vanwege de dreiging van de Hunnen.
Sanpdiat IVermoedelijk zoon van Sahak II. In 505 genoemd bij het concilie van Dvin.
Varaz-Tiroç IVermoedelijk zoon van Sanpdiat I
Manuel IVermoedelijk zoon van Varaz-Tiroç I. Aspet voor 560, jong overleden.
Smbat IV(ca. 550 - 616) zoon van Manuel I. Hij is een van de aanvoerders van de 2000 Armeense ridders die gehoor geven aan de oproep van keizer Mauricius van Byzantium. Smbats eenheid gaat echter muiten in Trabzon (stad). Smbat wordt gevangengenomen en in Constantinopel in de arena voor de wilde dieren geworpen. Hij verslaat achtereenvolgens een beer, een stier en een leeuw en krijgt op verzoek van het publiek gratie van de keizer. Hij wordt naar Africa gestuurd om daar deel te nemen aan de oorlogen maar ontsnapt naar Perzië. In 599 wordt hij door de Perzen benoemd tot marzpan van Armenië en Hyrcanië. Hij heeft die functie trouw uitgevoerd en ook een opstand helpen onderdrukken. Hij heeft ervoor gezorgd dat de Armeense minderheid in Hyrcanië priesters kreeg.
Varaz-Tiroç II(ca. 585 - 645) zoon van Smbat IV. In 624 begint keizer Herakleios de verovering van Armenië. In 628 benoemt hij Varaz-Tiroç tot gouverneur. In 634 neemt hij deel aan een samenzwering van de zoons van de keizer. De samenzwering wordt ontdekt en Varaz-Tiroç wordt verbannen naar Africa. Op aandrang van Theodoros Rshtuni wordt zijn straf omgezet in huisarrest in Constantinopel. Daar weet Varaz-Tiroç te ontsnappen en hij ontkomt naar Armenië. In 645 wordt Armenië in het nauw gebracht door de Arabieren die inmiddels de Perzen hebben verslagen. Op aandrang van de Byzantijnse opperbevelhebber wordt Varaz-Tiroç, met tegenzin, door keizer Constans II Pogonatos benoemd tot ishkan (prins) van Armenië. Hij overlijdt echter voordat hij de functie kan aanvaarden.
Varaz-Tiroç III(ca. 620 - 670) vermoedelijk zoon van Varaz-Tiroç II maar er zijn ook bronnen die stellen dat hij zijn kleinzoon of achterkleinzoon was. Van hem is alleen bekend dat hij in 670 werd gedood door de Byzantijnen.
Vasak(geb. ca. 655) zoon van Varaz-Tiroç III, zijn broer was familiehoofd.
Ashot III(ca. 690 - 761) zoon van Vasak. Ishkan van Armenië in 732 en een gunsteling van de kalief omdat hij de opstandige emir van Azerbeidzjan heeft verslagen. In deze tijd weet hij een leger van 90.000 man op te bouwen. In 745 wordt Grigor Mamikonian tot ishkan gekozen maar Ashot houdt de steun van de kalief en weet de leiders van de Mamikonian naar Jemen te verbannen. In 748 keren de Mamikonians terug. Ashot laat David Mamikonian gevangennemen en doden. Zijn broer Grigor neemt Ashot gevangen en laat hem de ogen uitsteken. In 750 komt na een Arabische burgeroorlog een nieuwe kalief aan de macht en die ontneemt Ashot zijn titel. Via zijn zoon Vasak is hij voorvader van de Georgische tak van de familie.
Smbat VIIzoon van Ashot III (ca. 725 - Bagravand, 25 april 775). Gehuwd met een dochter van Samuel Mamikonian. In 761 door de kalief benoemd tot prins van Armenië na het overlijden van zijn oom. Al in 772 wordt zijn titel hem ontnomen nadat hij zich met de meeste andere hoge edelen heeft aangesloten bij een opstand tegen de Arabieren, die vanwege de hoge belastingen zich vooral uit in het overvallen van belastingambtenaren. In 775 is hij een van de weinigen die aandringt op onderwerping aan de Arabieren als er nieuws komt dat zij een groot leger naar Armenië hebben gezonden maar de meeste van Armeniërs geloven het nieuws niet. Smbat sneuvelt vervolgens in de slag bij Bagravand.
Ashot IV Msakerzoon van Smbat VII en kleinzoon van Samuel Mamikonian. Na het sneuvelen van zijn vader, trekt hij zich terug in Sper en zet een guerrilaoorlog tegen de Arabieren voort. In 804 wordt hij door kalief Haroen ar-Rashid benoemd tot prins van Armenië. In die functie weet hij vrede te stichten tussen de rivaliserende Armeense clans. Zijn bijnaam betekent: vleeseter/roofdier.
Smbat de Belijderzoon van Ashot IV. In zijn jeugd was hij gijzelaar aan het hof van de kalief. Na de dood van zijn vader (826) werd hij benoemd tot bestuurder van de noordelijke provincies van Armenië (Sper en Tayk). Hij had de titel sparapet. Stichtte een kerk in Shirakawan. Zijn oudere broer Bagrat bestuurde als ishkan de zuidelijk provincies. In 840 wist Smbat te bereiken dat de Arabische gouverneur werd teruggeroepen en begon 842 een opstand. In 851 kreeg hij ruzie met zijn broer en weigerde samen tegen de Arabieren te vechten. In een periode van twee jaar werd eerst zijn broer is verslagen en daarna werd ook het gebied van Smbat bezet. Hij werd gevangengenomen in Duin en opgesloten in Samarra maar weigerde zich tot de islam te bekeren. Daarom werd hij gemarteld en gedood. Zijn vrouw heette Hripsima.
Ashot I Bagratunizoon van Smbat. De eerste koning van Armenië uit het geslacht Bagratoeni
Smbat de Martelaarzoon van Ashot I, koning van Armenië